# 113P/Spitaler
113P/Spitaler este o cometă periodică. A fost descoperită de astronomul Rudolf Spitaler, la 16 noiembrie 1890. În perioada următoare, astronomii nu au mai reușit să o observe din nou, timp de 14 pasaje la periheliu; în consecință a fost considerată ca fiind pierdută. Dar la 24 octombrie 1993, după mai bine de un secol de la prima observare, astronomul James Vernon Scotti a redescoperit-o și de atunci a putut fi observată la fiecare pasaj la periheliu.